# Мінерал-гігант
Мінерал-гігант (рос. минерал-гигант, англ. giant mineral, нім. gigantischer Kristall m, Riesenkristall m — те саме, що гігантський кристал — кристал мінералу великих розмірів, за якими він різко відрізняється від звичайних; наприклад, кристал мікрокліну з родовищ Норвегії розміром 10×10 м (вага 100 т), кристал кварцу з родовищ Волині в Україні — 2,7×1,5 м (вага 10 т).